# Marga Karya
Marga Karya is een bestuurslaag in het regentschap Sumbawa van de provincie West-Nusa Tenggara, Indonesië. Marga Karya telt 1543 inwoners (volkstelling 2010).